# Orquesta La Solución
Orquesta La Solución ist eine bekannte Salsaband aus Mayaguez, Puerto Rico. Nicht zu verwechseln mit der gleichnamigen Band aus Costa Rica.

## Werdegang

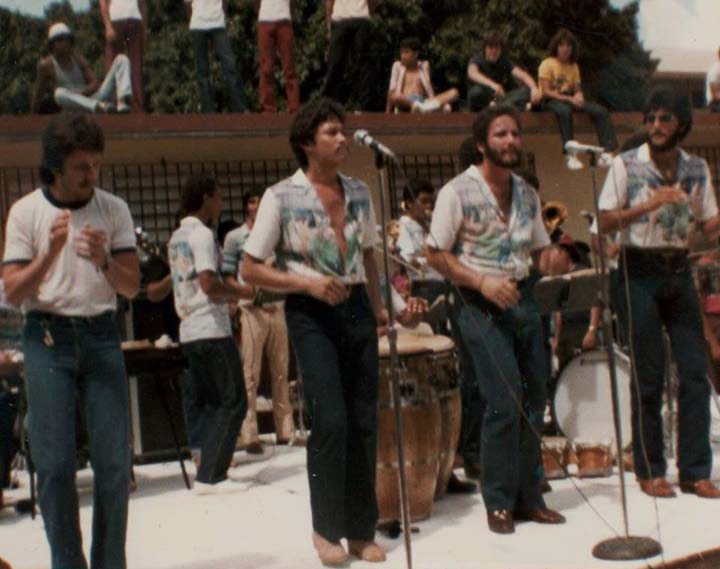
Orquesta La Solucion bei einem Liveauftritt

Gegründet wurde die Band im Jahr 1974 vom musikalischen Direktor und Bassisten Roberto "Bola" Rivera zusammen mit relativ jungen Musikern aus Mayaguez. Die Originalbesetzung bestand aus Klavier, Bass, vier Posaunen, Congas, Bongos, Timbales und drei Sängern. Einer ihrer ersten Frontsänger war Tato Rico. Das Orquesta La Solución wird nach einer 30-jährigen Schaffenszeit mit zu den besten klassischen Salsagruppen gerechnet. Ihr wird ein eigenständiger Stil zugeschrieben, der sich unter anderen durch die Kombination lateinamerikanischer Perkussion mit Posaunen auszeichnet. Unter anderem gewann Orquesta La Solución mit ihren Hits „La Rosa y la Vida“, „Morena Consentida“ und „La Juma de Ayer“ internationale Preise wie den Trofeo Salsa in Peru, Búho de Oro in Panama und den Pergamino Costeñidad Colombiana. Zahlreiche namhafte Künstler begannen ihre Karriere in dieser Gruppe: Esteban „Tato Rico“ Ramírez, Benny Santiago, Rubén Blades (1978–79), Celia Cruz (1980), Héctor Lavoe (1986) und  Frankie Ruiz (1977–1981), der in der Band seine größten Erfolge mit Songs wie „La Rueda“ und „Chiquito Corazoncito“ feierte. Der Song „La Rueda“ war sechs Wochen lang die Nummer Ein in den lateinamerikanischen Charts.

## Diskografie
- La Juma de Ayer (1975)
- Frankie Ruiz y La Solución (1979)
- La Rueda (1980)
- Una Canita (1980)
- Una Canita Más (1981)
- Orquesta La Solución (1982)
- Buena Pesca (1987)
- El Original de Puerto Rico (1990)
- Clásico (1991)
- A Bailar Pa’ Dentro (1992)
- Alcanzar una Estrella (1999)
- 30 Aniversário (2005)
- A Través del Tiempo (2008)[5]